# Ненад Вукасовић
Ненад Вукасовић (Београд, 11. октобар 1952) српски је правник, адвокат, политичар и некадашњи председник Социјалдемократске партије у Србији.
Завршио је Правни факултет Универзитета у Београду. До 1989. године радио је у савезним органима а затим је започео адвокатску каријеру у канцеларији Вељка Губерине. Данас има сопствену адвокатску канцеларију.
Председник Социјалдемократије постао је децембра 2006. године када је на том месту наследио др Вука Обрадовића. Био је носилац изборне листе Социјалдемократија-Ненад Вукасовић која је под редним борјем 18 учествовала на изборима одржаним 21. јануара 2007. године.
Вукасовић је познат и као адвокат Звездана Јовановића који је осуђен за убиство премијера Зорана Ђинђића.
Ожењен је супругом Славицом, отац два сина.